# مت فروئر
مَت فروئِر (انگلیسی: Matt Frewer؛ زادهٔ ۴ ژانویهٔ ۱۹۵۸) بازیگر اهل ایالات متحده آمریکا است.
از کارهای او می‌توان به بازی در سریال عامل ناشناخته و فیلم‌های عزیزم، بچه‌ها را کوچک کردم، نگهبانان، ۵۰/۵۰، مرد چمن‌زن ۲، دور از خانه، فرانکی و آلیس و در جستجوی دکتر سئوس اشاره کرد.